# Terence Rabbitts

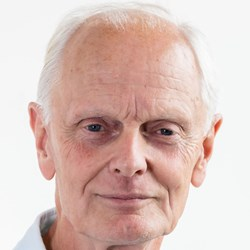
Terence Rabbitts

Terence Howard Rabbitts FRS FMedSci (geboren am 17. Juni 1946) ist Professor für Molecular Immunology am Institute of Cancer Research in London.

## Wissenschaftlicher Lebenslauf
Rabbitts absolvierte das John Ruskin College, studierte an der University of East Anglia und erwarb am National Institute for Medical Research einen PhD. 1981 wurde ihm die „Colworth Medal“ verliehen, 1987 wurde er Fellow der Royal Society und 1998 Fellow der „Academy of Medical Sciences“.

## Forschungsaktivitäten
Rabbitts gehört zu den Pionieren der Methodenentwicklung im Bereich des cDNA-Cloning. 1975 veröffentlichte seine ersten Untersuchungen über Immunglobulin-Gene zusammen mit César Milstein am Laboratory of Molecular Biology. In den folgenden Jahren beschäftigte er sich mit den Mechanismen der Entstehung der Antikörper-Vielfalt. Im Zuge seiner Arbeiten zu chromosomalen Lokalisation der leichten Ketten der Antikörpergene begann seine Arbeitsgruppe mit Untersuchungen zur Genetik des myc-Oncogens beim Burkitt-Lymphom. Mitte der 1980er Jahre begann seine Arbeitsgruppe mit der Entwicklung von chimärischen Antikörpern. Gleichzeitig beteiligte sich Rabbitts an den Untersuchungen zu dem sich rasch entwickelnden Gebiet der neu entdeckten TCR-Gene (insbesondere dem TCR-delta-Lokus), mit dem besonderen Interesse an dem Zusammenhang von chromosomalen Translokationen in den T-Zellrezeptorgenen bei der Entstehung von T-Zell-Leukämien. Dabei studierte seine Arbeitsgruppe zwei Familien von Oncogenen, die sogenannten LIM-Oncogene und die Familie der HOX-Gene. Anfang der 1990er Jahre entdeckte seine Arbeitsgruppe ein Fusiongen als vermutlichen Auslöser des malignen Liposarkoms. Er gehörte damit zu den Pionieren der Untersuchung von Fusionsgenen bei soliden Tumoren und bestätigte einmal mehr die Bedeutung der chromosomalen Translokationen bei der Tumorentstehung. Anfang 2000 studierte der die Möglichkeiten der Anwendung von intrazellulären Antikörpern in Behandlung der CML. und begann mit den Arbeiten zur Entwicklung der Knock-in-Technik, die er mit den Studien zur synthetischen Erzeugung gezielter chromosomaler Translokationen vorbereitet hatte. In den letzten Jahren begann er mit der Kombination dieser Methoden (intrazelluläre Antikörper und Knock-in Gene), um das therapeutische Potential der gezielten intrazellulären Beeinflussung von Protein-Protein-Wechselwirkungen bei Oncogenen zu untersuchen.